# Сардільяно
Сардільяно (італ. Sardigliano, п'єм. Sandijan) — муніципалітет в Італії, у регіоні П'ємонт,  провінція Алессандрія.
Сардільяно розташоване на відстані близько 430 км на північний захід від Рима, 105 км на схід від Турина, 29 км на південний схід від Алессандрії.
Населення — 412 осіб (2014).
Щорічний фестиваль відбувається 20 серпня. Покровитель — San Secondo.

## Демографія
Населення за роками:

Станом на 1 січня 2023 року в муніципалітеті офіційно проживало 17 іноземців з 7 країн, серед них 10 громадян країн Євросоюзу та 1 громадянин України.

## Сусідні муніципалітети
- Боргетто-ді-Борбера
- Кассано-Спінола
- Кастелланія
- Гарбанья
- Гаваццана
- Сант'Агата-Фоссілі
- Стаццано